# Legenda o svatém Prokopu (Vrchlický)
Legenda o svatém Prokopu je rozměrná lyricko-epická báseň českého básníka a dramatika Jaroslava Vrchlického, vydaná poprvé v časopise Lumír roku 1878, potom ve sbírce Mythy v roce 1879 a samostatně pak v roce 1884. Má ve svém definitivním rozsahu 18 zpěvů, je složena nerýmovanými osmislabičnými trochejskými verši a psána srozumitelným, nekomplikovaným jazykem a rytmem připomínajícím středověké epické skladby, mj. i původní Legendu o svatém Prokopu ze 14. století. Je jednou ve své době nejpopulárnějších básní svého autora, zejména pro svoji dobově podmíněnou, skrytě protiněmeckou hlavní ideu, ale také neskrývaně erotické motivy. 

## Osobní motivy
Erotické úklady, jež jsou ve skladbě vedeny, v souladu s dobovou křesťanskou tradicí, rukou ďáblovou, zasluhují jisté předznamenání. Je třeba si uvědomit, že v době vzniku legendy bylo Vrchlickému jen 25 let. Ještě po sextě v Klatovech (v roce 1870, tedy o pouhých sedm let zpátky) chtěl vstoupit do kapucínského kláštera. Z toho ovšem sešlo, ale ještě dva roky na to (1872-1873) strávil půl roku v pražském katolickém semináři. Knězem se nestal, ze semináře utekl, ale z okolností je cítit, nakolik mu byla idea asketického koncentrovaného soustředění a sebeobětování se ve vznešeném zájmu blízká (nerealizuje ji nakonec v klášteře, ale za svým psacím stolem u rodinného krbu, s o mnoho let mladší ženou, kterou trýznivě miluje). Několikrát opakovaný motiv vzdoru Prokopa a jeho druhů vůči řeholi a sexuální askezi probublává legendou podobně jako Vrchlického vlastní vzdor z doby před několika lety. Mnich Prokop svůj boj s ďáblem vyhrál. Nelze si nevšimnout, s jakým obdivem mu básník Jaroslav Vrchlický zasvětil legendu o ďáblu a svatém Prokopovi. 

## Inspirace, aktuálnost a ohlas
Rukopis básně vznikl během roku 1877, v němž Vrchlický pracoval na překladu Danteho Pekla. Nelze si nevšimnout, že oba inspirační zdroje. původní Legenda i Božská komedie vznikaly téměř ve shodné době, tedy na počátku 14. století. Je pozoruhodné sledovat, nakolik se v některých obrazech i v celkovém duchu básně tento kongeniální Vrchlického tvůrčí paralelismus projevil (např. ve scénách s ďábly, v kosmické obraznosti, v členění do zpěvů a konec konců i v prvním samostatném, luxusním ilustrovaném vydání z roku 1884, připomínající vydání Božské komedie s ilustracemi Gustava Dorého z roku 1861, podle něhož Vrchlický, vedle originálního znění, Danteho překládal. Hlavním hrdinou básně je český světec Prokop Sázavský, opat Sázavského kláštera, který žil na přelomu 10. a 11. století. Volnou předlohou, epickou linkou neboli tzv. "dějem básně" byla Vrchlickému Legenda o svatém Prokopu, ve 14. století pořízený český překlad latinské legendy o tomto českém světci, součást Hradeckého rukopisu. Vrchlický však z původní legendy převzal pouze základní dějovou linku, vrcholící vyhnáním německých mnichů ze Sázavského kláštera. Tím podržel hlavní myšlenku původní legendy, totiž sen o vymýcení německého živlu z českého společenství. Tato myšlenka se stala, vzhledem k ochabující proněmecké cenzuře v Čechách 70. let 19. století, v době postupně narůstajícího protiněmeckého, potažmo protirakouského smýšlení, o to živější, čím více textů (byť třeba apokryfních, jako je tento Vrchlického text) mohlo být na dané téma publikováno. Ještě Lešetínský kovář Svatopluka Čecha byl roku 1883 cenzurou konfiskován, ale získal tím jedinečnou popularitu. O rok později vydané první samostatné vydání Legendy o svatém Prokopu dost dobře nemohlo cenzurou neprojít, vždyť šlo vlastně o hagiografický text, a cenzoři po zdrcujícím ohlasu zakázaného Lešetínského kováře sahali ke konfiskačním zásahům jen velmi opatrně. Čeští čtenáři však, navyklí číst poezii mimo řádky, přijali neobyčejně výpravně vydanou knihu (vyšla v nakladatelství Jana Otty roku 1884 ve velkém formátu s 66 ilustracemi bratří Liebscherů) s mimořádnou přízní a pochopením. Vrchlického Legenda se stala na řadu desetiletí jednou z nejpopulárnějších a nejvydávanějších básní svého autora. 

## Edice
V edicích Legendy o svatém Prokopu panuje, na rozdíl od jiných Vrchlického děl, značný chaos. Mísí se tu příčiny cenzurní, autocenzurní a snad i umělecké. S nadsázkou se dá říci, že každé další vydání skladby obsahuje nějakou změnu, úbytek či přídavek. Velká, doslova čítanková obliba básně a současně její náboženské téma vedly editory, zejména u publikací určené školní mládeži, k tlaku na autora, aby svolil k jejich úpravě či škrtům. Vrchlický svolil mnohokrát. Do jaké míry se však do této ediční změti promítaly ohledy autocenzurní a do jaké míry byla báseň stále v jakémsi tvůrčím procesu (poslední velká změna je z roku 1901), je dnes těžko říci. Zajímavé je, že méně byla těmito tlaky narušena linie protiněmecká (proměna vykutáleného německého mnicha v bystrého českého bratra ve zpěvu „Třináctka bratra Matěje"), spíše ve školních edicích neobstály oba zpěvy obsahu erotického ("Zlatý pták" a "Májová noc"). Erotické motivy v hagiografickém textu, navíc v prostředí kultovního kláštera, byly stále vnímány jako rouhačské, byť v jiné soudobé Vrchlického poezii byla erotika tolerována, neřkuli adorována. Tuto vrstvu básníkovy tvorby lze s jistotou nazvat průkopnickou pro celou českou moderní poezii a je možné se domnívat, že i to přispělo k její vysoké dobové popularitě.

## Chronologie
- 1877: Rukopis byl ukončen v prosinci.[4]
- 1878: První, časopisecký otisk, Lumír VI., č. 13, 20. 5. 1878 s. 193 – č. 19, 10. 7. 1878, s. 298. 16 zpěvů.
- 1879: Součást sbírky Mythy I. Praha: Jan Otto, Salonní bibliotéka č. 8, s. 45-174.
- 1883: Mythy I ve 2. vydání, Jan Otto, Salonní bibliotéka č. 8, reed. ve shodném znění jako 1879.
- 1884: 1. samostatné vydání, Jan Otto, s ilustracemi Karla a Adolfa Liebscherových. 16 zpěvů.
- 1888: 2. samostatné vydání, Jan Otto, Bibliotéka mládeže studující II, č. 1. (ed. František Prusík). [Prusíkovo vydání, určené mládeži, neobsahuje 13. zpěv "Zlatý pták", obsahující mj. erotické vize bratra Víta. Další pasáže či jednotlivá nevhodná či méně srozumitelná slova byly se souhlasem básníka pozměněny.]  15 zpěvů.
- 1894: Mythy I,  3., nezměněné vydání (Salonní bibliotéka č. 8, reed., s. 45-187). [V kontradikci s avizovaným "nezměněným" vydáním obsahuje doplněný zpěv č. 14, „Májová noc“. Ani ten ale nebyl pojat do vydání určené školní mládeži. Celkový počet zpěvů se tak zvýšil na 17.]
- 1894: Mythy, Souborné vydání básnických spisů J. V., sv. 40, ozn. jako 3., nezměněné vydání. Jde o totožné vydání (ze stejné sazby) s předchozím, jen s jiným patitulem.
- 1897: 3. samostatné vydání, Jan Otto, Česká knihovna zábavy a poučení č. 6, ozn. jako 6. vydání. (Na rozdíl od "školního vydání" z roku 1888 byly přidány zpěvy "Zlatý pták" a "Májová noc", ovšem v autorsky upravené verzi). 17 zpěvů.
- 1902: Mythy, Souborné vydání básnických spisů J. V., sv. 40, ozn. jako 4., nezměněné vydání (Mythů). [Obsahuje, opět v kontradikci, nově zařazený 15. zpěv „Třináctka bratra Matěje" Dostupné on-line. Celkový počet zpěvů tak dosáhl konečných 18.] Dostupné on-line
- 1907: Mythy, Souborné vydání básnických spisů J. V., sv. 40, ozn. jako 4., nezměněné vydání (Mythů). Vydání poslední ruky. 18 zpěvů.
- 1915: Mythy I v 5. vydání. Nové souborné vydání básnických spisů J. V., sv.  VIII. 18 zpěvů.
- 1925: 4. samostatné vydání, Jan Otto, Česká knihovna zábavy a poučení č. 6, ozn. jako 7. vydání. 17 zpěvů.
- 1925: 5. samostatné vydání, Jan Otto, Česká knihovna zábavy a poučení č. 6, ozn. jako 8. vydání. 17 zpěvů.
- 1927: 6. samostatné vydání, Jan Otto, Česká knihovna zábavy a poučení č. 6, ozn. jako 9. vydání. 17 zpěvů
- 1929: Mythy I v 6. vydání, Nové souborné vydání básnických spisů J. V., sv VIII (reedice z roku 1915). Praha: Jan Otto. 18 zpěvů.
- 1935: 7. samostatné vydání, Vojtěch Hrách, Česká knihovna zábavy a poučení č. 6, ozn. jako 10. vydání. Editor Vítězslav Tichý. 17 zpěvů. Dostupné on-line
- 1936: 8. samostatné vydání, Praha: Fr. Růžička, 154 str. Ozn. jako 7. vydání. Souborné vydání, sv. 40, Nové souborné vydání, sv. 8. Editor František Páta. 18 zpěvů. Dostupné on-line
- 1937: reprint vydání z roku 1936.
- 1939: Mythy, část druhá (Legenda o sv. Prokopu), Praha: František Růžička, 154 str., ozn. jako 9. vydání. Souborné vydání, sv. 40, Nové souborné vydání, sv. 8. 18 zpěvů. [Přestože tento svazek obsahuje pouze Legendu o svatém Prokopu, nepočítáme ji jako samostatné vydání, neboť je součástí souborného vydání Mythů.]
- 1939:  9. samostatné vydání, Praha: Vojtěch Hrách, Česká knihovna zábavy a poučení č. 6, ozn. jako 11. vydání. 17 zpěvů (bez "Třináctky bratra Matěje").
- 1949: Mythy, Praha: Melantrich (výbor z epické poezie), s. 42-174. Editor Karel Polák. 17 zpěvů (bez "Třináctky bratra Matěje").
- 1955: Mythy. Selské balady. Má vlast, Praha: SNKLHU, s. 47-195. Editor Josef Moravec. 18 zpěvů.
- 2016: Epické básně, Praha: NFČK, ÚČL AV ČR a Host, Česká knižnice, sv. 87, s. 170-306. Editor Václav Vaněk. ISBN 978-80-7491-658-8. 18 zpěvů.

## Obsah definitivního vydání
1. Útěk
2. V jeskyni
3. Ora et labora
4. Rarach
5. Staří bozi
6. Včely
7. Život v zimě
8. Boj se zubrem
9. Divní hosté
10. Klášter
11. Rozdělení práce
12. Zápisky Rarachovy
13. Zlatý pták
14. Třináctka bratra Matěje
15. Májová noc
16. Divy sv. Prokopa
17. Smrt sv. Prokopa
18. Útěk

## Ukázky
| „                                                 | Útěk S vichrem liják svatbu slaví, hrom jim k tomu tluče v buben, blesky jsou jim pochodněmi. Jak to padá s hustých mračen, jak to hvízdá šumným borem, hučí, píská, stená, výská, praští v lese, úpí v skalách, a krůpěje deště v tanci poskakují divým tryskem ! Jaký vír a jaká vřava! | “ |

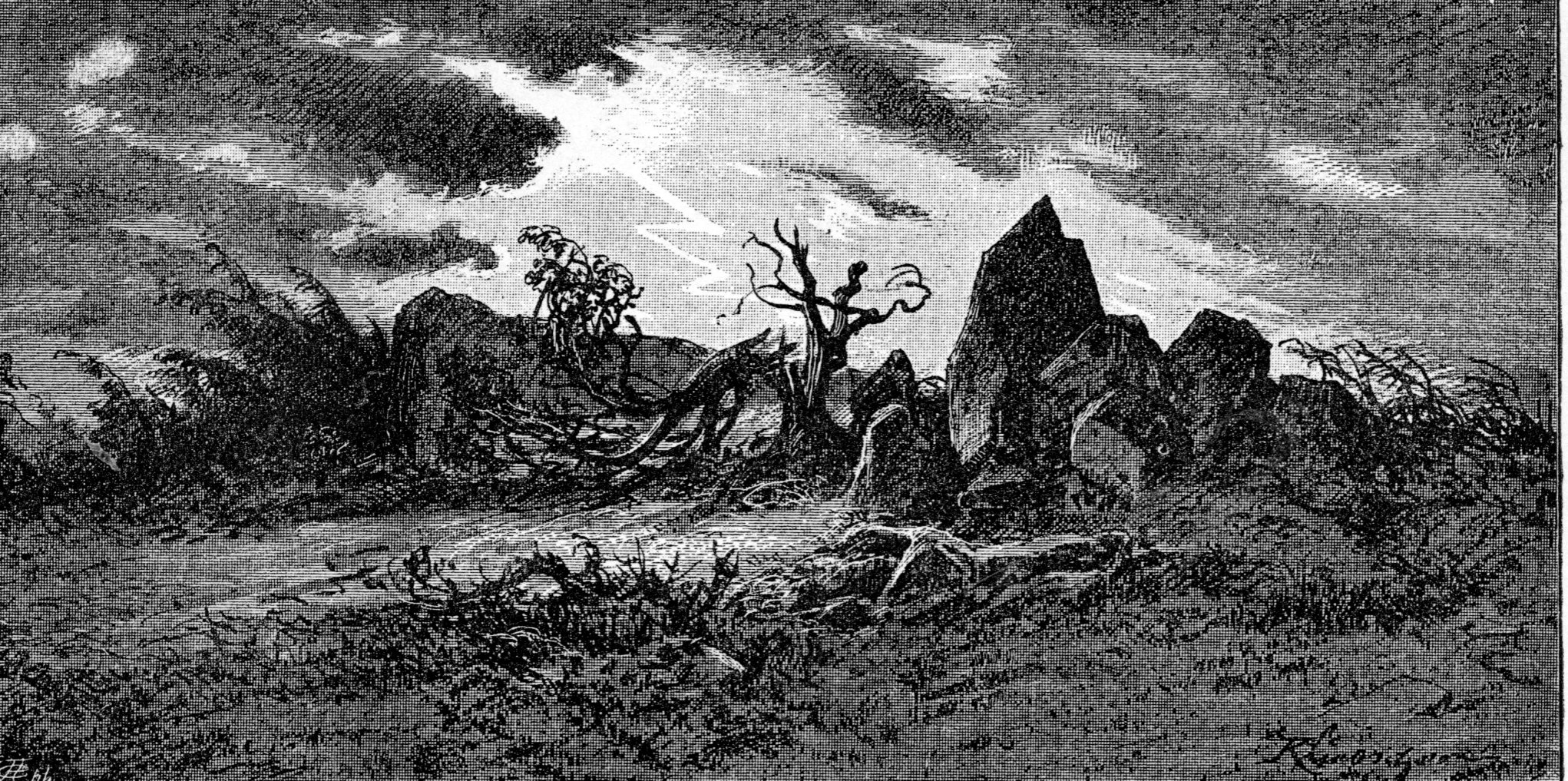
Karel Liebscher, Útěk, ilustrace k Legendě o svatém Prokopu, 1884

| — 1. sloka prvního zpěvu Legendy o svatém Prokopu | |   |

| „                                              | V jeskyni "Jménem Otce, Syna, Ducha" a juž jal se ďábky mrskat z koutů, kdež je všecky plašil, až se jeho pod nohama svíjeli, pak jedním rázem vzpjali se a k stropu vznesli, vyrazili s třeskem děsným díru v klenbě; ještě zasáh hrozný provaz, lítající jak blesk bílým šerem sluje, kopyto neb křídlo dračí, a již po nich ani stopy. Ustal mnich v své těžké práci, bedra převázal si opět, berlu s křížem pozved k nebi, klekl na zem, hlasem velkým zapěl, až tím skály zněly: "Hospodine, pomiluj ny!" Dopěl a pak ještě dlouho klečel vroucích na modlitbách. Bouře přešla a skrz otvor vyražený letem ďáblů dívaly se do jeskyně poprvé snad od stvoření veliké a zlaté hvězdy. Tak se Prokop, sluha boží, ubytoval na Sázavě. | “ |

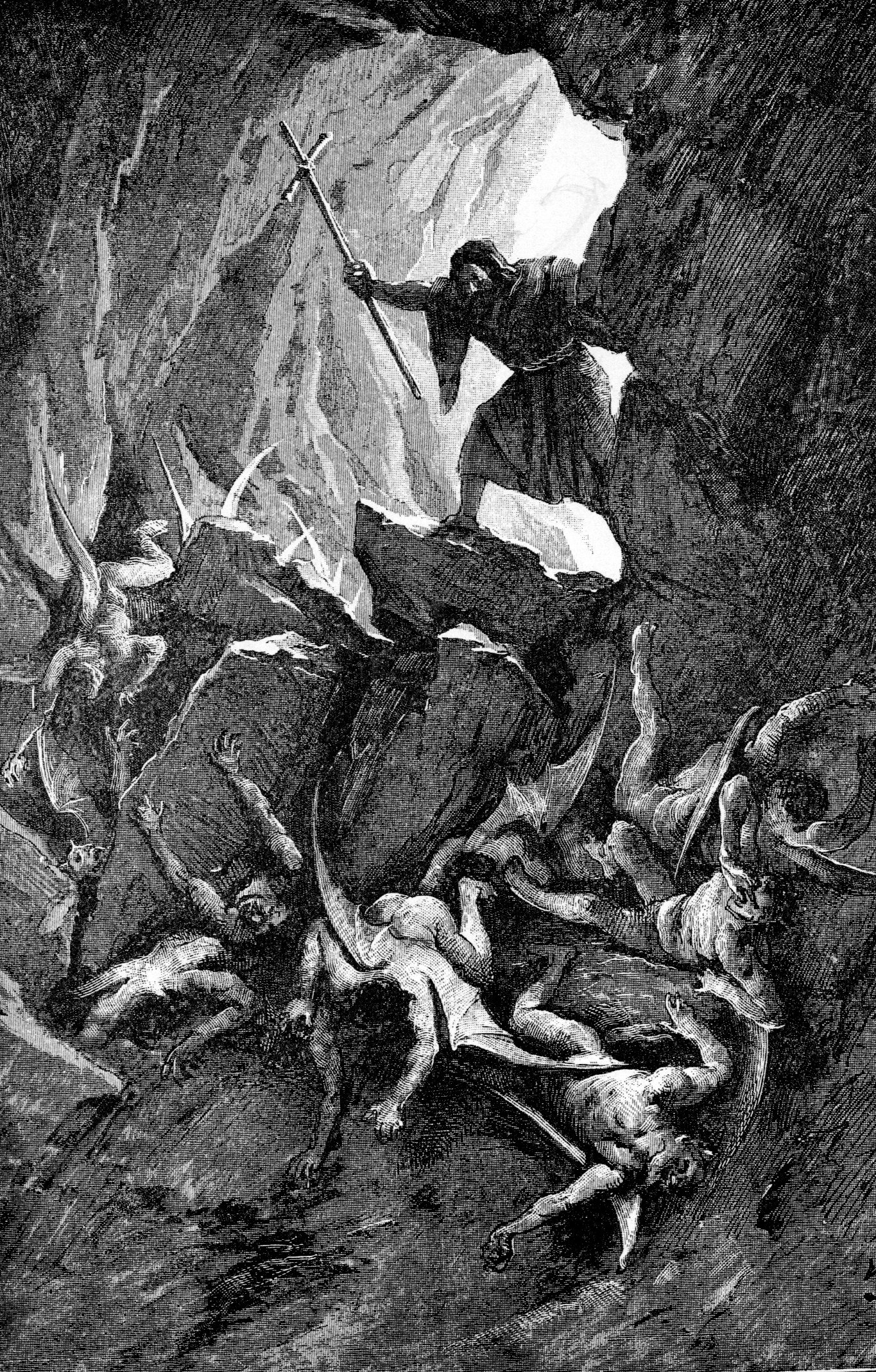
Karel Liebscher, V jeskyni, ilustrace Legendy o svatém Prokopu, 1884

| — Závěr druhého zpěvu Legendy o svatém Prokopu | |   |

## Ilustrace
- (Karel a Adolf Liebscherovi) Jaroslav Vrchlický, Legenda o svatém Prokopu, Praha: Jan Otto, 1884. Kniha obsahuje celkem 66 xylografických ilustrací obou bratří a 3 světlotiskové reprodukce originálních akvarelů Adolfa Liebschera. V celoplátěné tlačené a zlacené vazbě se zlatou ořízkou.
- A. J. Alex, Legenda o svatém Prokopu (Soubor 30 leptů k básni Jaroslava Vrchlického), Praha: Vladimír Žikeš (Žikešova edice),1935. 375 číslovaných a podepsaných exemplářů.